# Filippo Maria de Monti
Filippo Maria de Monti (Bolonha, 23 de março de 1675 - Roma, 17 de janeiro de 1754) foi um cardeal do século XVIII

## Biografia
Nasceu em Bolonha em 23 de março de 1675. Segundo filho de Ferdinando Monti e Camilla Moscardini. O pai era comerciante e posteriormente obteve o título de marquês. Seu irmão Francesco tornou-se senador em 1719. Tio do cardeal Cornelio Caprara (1761). Amigo desde a infância e colega de classe de Próspero Lambertini, futuro Papa Bento XIV.
Estudou no Collegio dei Nobili «del Porto»; e na Universidade de Bolonha; estudou os cânones, as Sagradas Escrituras e a história eclesiástica.
Depois de concluir os estudos em Bolonha, foi para Roma e entrou ao serviço do cardeal Enrico Noris. Enviado pelo Papa para resolver as divergências entre a Santa Sé e a República de Veneza; retornou a Roma em 1710. Nomeado prelado doméstico de Sua Santidade o Papa Clemente XI em 1710. Cânon do capítulo da basílica patriarcal da Libéria de dezembro de 1715 a 1731. Secretário da SC Consistorial e do Sagrado Colégio dos Cardeais, 24 de julho de 1730 .Protonoatry apostólico de numero participantei . Secretário do SC da Propaganda Fide em fevereiro de 1735; ele escreveu a história da missão no Tibete. Em 1741, foi nomeado membro da Congregação para a Reforma do Breviário. Ele escreveu um trabalho sobre os cardeais. Ele era famoso por sua sabedoria.
Criado cardeal sacerdote no consistório de 9 de setembro de 1743; recebeu o chapéu vermelho em 12 de setembro de 1743; e o título de S. Agnese fuori le Mura, 23 de setembro de 1743. Optou pelo título de S. Stefano al Monte Celio, 10 de abril de 1747. Membro, entre outros, da SS. CC. da Propaganda Fide, do Santo Ofício e do Index. Ele preparou seu testamento em 26 de janeiro de 1749. Nos últimos anos ficou surdo.
Morreu em Roma em 17 de janeiro de 1754, por volta das 3h15. Exposto na igreja de Ss. Biagio e Carlo ai Catinari, Roma, sua paróquia, onde ocorreu a capella papalis em 20 de janeiro de 1754; e à tarde, transferido e sepultado no túmulo que mandou construir na igreja dos Carmelitas Descalços de S. Maria della Vittoria, Roma. Por insinuação do Papa Bento XIV, ele deixou sua biblioteca pessoal de 11.000 volumes para o "Istituto delle Scienzee delle Arti" de Bolonha. Os volumes, em sua maioria impressos, incluíam obras de teologia, filosofia, direito canônico e bibliografia. Deixou também ao "Istituto" em seu testamento, executado em 1754, 403 pinturas, retratos de cardeais, teólogos, cientistas e literatos ilustres contemporâneos e antigos. O Papa Bento XIV também doou seu acervo de 25 mil volumes à mesma instituição.